# Metys

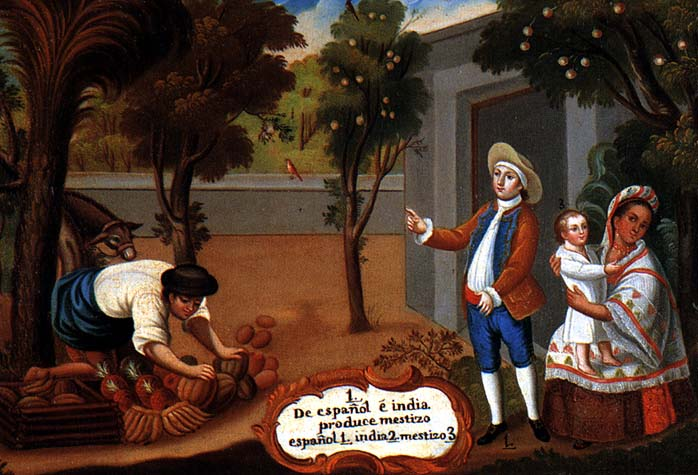
Obraz przedstawiający wyjaśnienie słowa Metys z XVIII wieku

Metys – osoba, której jeden z rodziców jest rodowitym Amerykaninem lub rodowitą Amerykanką, a drugim biała kobieta lub mężczyzna.
W polskiej nomenklaturze za Metysa uważa się zwykle osobę mającą część krwi indiańskiej, bez względu na pochodzenie indiańskiego przodka, przynależność państwową czy narodową. Mówi się więc o Metysach kanadyjskich, amerykańskich czy meksykańskich. Niekiedy też nazwy Metys używa się w stosunku do mieszańców ludności białej z innymi przedstawicielami odmiany żółtej, np. pierwotnymi mieszkańcami Madagaskaru. Współcześnie w języku angielskim istnieje określenie Métis (z francuskiego, wymawiane [metiˈ]), zarezerwowane wyłącznie dla osób o pochodzeniu mieszanym, zamieszkujących Kanadę.
Samo słowo Metys pochodzi z francuskiego Métis. Może być także wywiedzione z hiszpańskiego mestizo. W obu językach słowa te zawierają łaciński pierwiastek mixtus – mieszany.
Metysi stanowią większość mieszkańców Ameryki Środkowej i Południowej, np. w Meksyku jest ich 60%, nieco ponad 50% w Wenezueli, w Paragwaju aż 95%.

## Metysi kanadyjscy
Społeczność ta wywodzi się od potomków handlarzy z Kompanii Zatoki Hudsona (niemal wyłącznie mężczyzn pochodzenia francuskiego, szkockiego i irlandzkiego) i indiańskich kobiet z lokalnych plemion oraz potomków francuskich osadników z Quebecu i ich indiańskich żon. Kształtująca się od połowy XVII w. społeczność metyska z czasem wykształciła specyficzną kulturę – łącznie z własnym językiem zwanym michif, będącym mieszanką języków francuskiego, dialektów szkockich, irlandzkich i lokalnych języków autochtonicznych Ameryk.
Głównym zajęciem kanadyjskich Metysów było łowiectwo, a przede wszystkim polowania na bizony amerykańskie. Z mięsa bizonów wytwarzali tzw. pemikan (pemmican) – suszone mięso bizonów, mieszane z bizonim łojem i leśnymi jagodami. Ten długo zachowujący świeżość, pożywny i smaczny produkt był poszukiwany przez pracowników Kompanii Zatoki Hudsona, Kompanii Północno-Zachodniej oraz przez władze Kanady na zaopatrzenie dla wojska. Właśnie kontrola nad rynkiem pemikanu stała się przyczyną sporu pomiędzy dwiema kompaniami, którego kulminacją była Bitwa pod siedmioma dębami. Ekspansja ekonomiczna Metysów doprowadziła także do napięć pomiędzy nimi a indiańskim plemieniem Siuksów, te zaś doprowadziły do lokalnej wojny.
Metysi wzniecili w Kanadzie dwa bunty: rebelię nad Red River w 1869 roku oraz rebelię północno-zachodnią w 1885. Prawne, ekonomiczne i społeczne następstwa obu stłumionych krwawo buntów istnieją – i są żywo w Kanadzie dyskutowane – do dziś.
Reprezentująca społeczności metyskie (i ich prowincjonalne władze) w kontaktach z władzami Kanady tzw. Krajowa Rada Metysów (Métis National Council) definiuje następujące kryteria bycia Metysem:
- samoidentyfikacja jako Metys;
- historyczne pochodzenie od członka narodu Metysów;
- odrębność od innych Pierwszych Narodów (rdzennych ludów Kanady);
- akceptacja przez naród Metysów.

Współcześnie (od 1982) według prawa kanadyjskiego Metysi zaliczani są do rdzennych ludów Kanady i posiadają podobne przywileje co ludność indiańska. M.in. precedensowy wyrok sądu w Ontario z 2003, uznający pierwotne prawo (Aboriginal right) tamtejszych Metysów do polowania na własne potrzeby, umożliwił szybkie rozszerzenie tego prawa na wszystkich kanadyjskich Metysów w drodze negocjacji władz poszczególnych prowincji z przedstawicielami lokalnych społeczności metyskich. 31 maja 2005 Krajowa Rada Metysów (MNC) podpisała z rządem Kanady ramową umowę przewidującą dalsze rozszerzanie autonomicznych uprawnień Metysów w ramach kanadyjskiej federacji.
Ich obecną liczebność różne źródła szacują na 300-700 tys. Według oficjalnych statystyk z roku 2001 jako Metysi identyfikowało się w Kanadzie 292 310 osób, w większości w prowincjach: 
- Alberta (66 055);
- Manitoba (56 795);
- Ontario (48 345).

Większość Metysów posługuje się na co dzień językiem angielskim, wielu – francuskim, u młodszego pokolenia Metysów wzrasta też zainteresowanie nauką języka mitchif.

## Znani Metysi
Znanymi Metysami byli m.in.:
- w Kanadzie – Louis Riel, Cuthbert Grant i Gabriel Dumont;
- w USA – John Ross, Charles Curtis i Rudolph Carl Gorman.

W roku 2004 członkiem Sądu Najwyższego prowincji Ontario został Metys Todd Ducharme. Znaną w Kanadzie Metyską jest też uprawiająca fitness i kulturystykę Sharon Bruneau.
Mieszane – po części indiańskie – pochodzenie mieli/mają m.in. Josephine Baker (tancerka i aktorka), Johnny Cash (piosenkarz country), JoJo (piosenkarka pop), Porfirio Díaz (prezydent Meksyku), Shannon Elizabeth (aktorka), Chuck Norris (aktor), Elvis Presley (piosenkarz i aktor), Megan Fox (aktorka), Anthony Kiedis (piosenkarz).